# 宗義達
宗義達（日语：／ Sō Yoshiakira，1847年12月13日—1902年5月25日），日本江戶時代末期大名、對馬府中藩第16代藩主及最後一代藩主。明治維新後改名宗重正（日语：／ Sō Shigemasa），被封為伯爵。
宗義達是前任藩主宗義和的第三子。幼名善之丞。他的母親是勝井五八郎的妹妹。最初被父親指定為繼承人。然而，父親寵愛側室碧所生的兒子勝千代，並將宗義達廢嫡。1859年勝千代夭折後，翌年，宗義達得以重新被確定為繼承人，將碧流放。1862年（文久2年），尊王攘夷派掌權，脅迫宗義和隱居，由宗義達繼任家督，並與長州藩結盟。
1864年（元治元年），長州藩在第一次長州征討中戰敗，勝井五八郎與藩內的佐幕派一起發動政變，將尊王攘夷派的家老大浦教之助等一百餘人處決。1865年（慶應元年），勝井五八郎又被尊王攘夷派的殘黨暗殺。對馬藩藩政持續混亂，財政崩潰。
在戊辰戰爭中，宗義達支持新政府，派兵向大坂進軍。1869年版籍奉還，對馬府中藩改名為嚴原藩。他改名為「宗重正」，擔任嚴原藩知事，負責對朝鮮交涉。1871年廢藩置縣，他被免去藩知事之職，以後任外務大丞。
1884年7月授伯爵。1887年授正四位。1898年授從二位。1902年去世，享年56歲。
| 宗義達        |                                    |               |
| 前任： 宗義和 | 對馬府中藩第16代藩主 1862年—1871年 | 廢藩置縣      |
| 前任： 宗義和 | 宗氏當主 1862年—1902年             | 繼任： 宗重望 |
| 新頭銜        | 宗家伯爵 （第一代） 1884年–1902年  | 繼任： 宗重望 |